# 德奥多鲁元帅镇
德奥多鲁元帅镇是巴西阿拉戈斯州的一个市镇。总面积333.55平方公里，总人口47623人，人口密度142.8人/平方公里。